# Майкъл Бейджънт
Майкъл Бейджънт (на английски: Michael Baigent) е новозеландско-британски писател, автор на бестселъри в жанровете документални исторически изследвания и алтернативна история.

## Биография и творчество
Майкъл Бейджънт, с рожд. име Майкъл Бари Мийн, е роден на 27 февруари 1948 г. в Нелсън, Нова Зеландия. Израства в Мотуека и Уейкфилд. От малък е възпитаван в строг католицизъм. Когато е на осем години баща му напуска семейството и с майка си се преместват да живеят при прадядо му Люис Байджънт, собственик на дъскорезница, чиято фамилия Майкъл взема.
Завършва средното си образование в гимназията в Нелсън. Започва да учи в Университета на Кентърбъри в Крайстчърч, първоначално лесотехнически профил, но след това се насочва към сравнителната религия и философията, и започва да изучава будизма, индуизма и християнството. Пътува много в Югоизточна Азия и Австралия. След завръщането си живее в Окланд и получава бакалавърска степен по психология от Университета на Кентърбъри. Получава и квалификация за учител от Епсон Колидж в Окланд.
След дипломирането си работи като фотожурналист и редактор на списание в Австралия, после като търговски фотограф в Окланд, а по късно като такъв в Мадрид, откъдето посещава Боливия и Лаос. През 1976 г. се мести в Англия и работи за кратко за фотографския отдел на Би Би Си в Лондон, а после като фотограф в Лондон за списанието на арабски език „Osrati“ в Бахрейн.
В Англия проучва историята на тамплиерите и се запознава с Ричард Лий, който го запознава с тайната на селцето Рен льо Шато във Франция. Бейджънт започва да проучва загадката. Въз основа на проучванията им е направен документалният филм „The Shadow of the Templars“ (Сянката на темплиерите) на Би Би Си през 1979 г.
Двамата се запознават с телевизионния сценарист Хенри Линкълн, с когото споделят общи виждания и правят серия от лекции за Ордена на тамплиерите и кръвната линия на Исус. През 1982 г. техните изследвания са публикувани в книгата „Светата кръв и свещеният Граал“. Книгата развива теорията, че Светия Граал всъщност е тайно иносказателно определение на поколението на Исус и Мария Магдалена, на тяхната кръвна линия, от която произлиза династията на Меровингите, и която тайна се опазва от тайно общество наречено „Орден на Сион“. Книгата предизвиква бурен дебат и бързо става бестселър като го прави известен. През 1993 г. по книгата е направен документалния филм „The Secret“. По идеите на книгата писателят Том Егеланд пише трилъра „„Краят на кръга“, а писателят Дан Браун създава международния бестселър „Шифърът на Леонардо“. Анаграма от имената на Майкъл Бейджънт и Ричард Лий е името на героя на Браун – сър Лий Тибинг.
През 1982 г. се жени за съпругата си Джейн и се заселва в Бат, Англия. Има 2 дъщери и доведени дъщеря и син.
През 1986 г. е издадено продължение на книгата „Светата кръв и свещеният Граал“ – „Месианското наследство“.
В периода 1989 – 1992 г. е съорганизатор на годишните археологически разкопки и проучвания на пещерите на Кумран и на западния бряг на Мъртво море, провеждани от Университета на Калифорния в Лонг Бийч. През 1991 г. е публикувана книгата му с Ричард Лий „Ръкописите от Мъртво море: Измамата“. Чрез нея повдига завесата на тайната свързана с представянето на религиозните текстове от миналото и живота на предците на християнството.
През 2000 г. получава магистърска степен по мистицизъм и религиозен опит от Университета на Кент в Англия с дисертация на тема „Ренесансов символ. Смисълът на триъгълника съдържащ на иврит името на Бог“.
В периода 1998 – 2005 г. е лектор и ръководител на туристическите пътувания към храмовете, пирамидите и гробовете на древен Египет. Участва в много телевизионни предавания и документални филми.
През 2006 г. е издадена книгата му „Свитъците на Исус“, в която стига до извода, че историческият Исус не е Исус на Църквата. През 2009 г. е издадена книгата му „Надпревара за Армагедон“, в която описва надпреварата на трите основни религии чрез историческа катастрофа да се домогнат до световна доминация над хората.
Произведенията на писателя са бестселъри и са издадени на над 35 езика по света.
Бейджънт е бил масон и велик офицер на Организацията на обединената велика ложа на Англия. От 2001 г. е редактор на тримесечното списание „Масонството днес“, което става официоз на ложата през 2008 г.
През 2006 г. заедно с Лий завежда дело срещу Дан Браун за плагиатство, но през 2007 г. губят делото и трябва да платят 3 млн. евро. Това му се отразява тежко, както психически, така и финансово. Той трябва да продаде дома си и да живее под наем и дългове до края на живота си.
Майкъл Бейджънт умира от инсулт в Брайтън, Англия на 17 юни 2013 г.

## Произведения
- The Holy Blood and the Holy Grail (1982) – с Ричард Лий и Хенри Линкълн
Светата кръв и свещеният Граал: Тайните на тамплиерите и масонската ложа, изд. „Абагар Холдинг“, София (1994, 1997), прев. Юлия Чернева
Светата кръв и свещеният Граал (допълнено издание), изд.: ИК „Хермес“, Пловдив (2005), прев. Огнян Алтънчев
- Mundane Astrology: Introduction to the Astrology of Nations and Groups (1984, 1992) – с Никълас Кампиън и Чалз Харви
- The Messianic Legacy (1986) – с Ричард Лий и Хенри Линкълн
Месианското наследство, изд.: ИК „Хермес“, Пловдив (2005), прев. Огнян Алтънчев
- The Temple and the Lodge (1989) – с Ричард Лий
Орденът на тамплиерите и масонската ложа, изд. „Абагар Холдинг“, София (1995, 1997), прев. Владимир Германов
Орденът на тамплиерите и масонската ложа: Мащабно разследване за произхода и развитието на масонството през вековете, изд.: ИК „Хермес“, Пловдив (2006), прев. Огнян Алтънчев
- The Dead Sea Scrolls Deception, 1991) – с Ричард Лий
Ръкописите от Мъртво море: Измамата, изд. „Абагар Холдинг“, София (1996), прев. Владимир Германов
Ръкописите от Мъртво море: Експлозивни разкрития за опитите да се потули истината, изд.: ИК „Хермес“, Пловдив (2006), прев. Владимир Германов
- Secret Germany: Claus Von Stauffenberg and the true story of Operation Valkyrie (1994) – с Ричард Лий
- From the Omens of Babylon: Astrology and Ancient Mesopotamia (1994) – издаден и като „Astrology in Ancient Mesopotamia: The Science of Omens and the Knowledge of the Heavens“ (2015)
- The Elixir and the Stone: The Tradition of Magic and Alchemy (1997) – с Ричард Лий
Еликсирът на вечността: История на алхимията и магията, изд.: „Мириам“, София (2000), прев. Иванка Мечкова
- Ancient Traces: Mysteries in Ancient and Early History (1998)
- The Inquisition (1999) – с Ричард Лий
- The Jesus Papers: Exposing the Greatest Cover-Up in History (2006)
Свитъците на Исус: Разкриване на най-голямата мистификация в историята, изд.: ИК „Хермес“, Пловдив (2007), прев. Надежда Розова
- Racing Toward Armageddon: The Three Great Religions and the Plot to End the World (2009)
Надпревара за Армагедон: трите велики религии и заговорът за края на света, изд.: ИК „Хермес“, Пловдив (2010), прев. Венера Атанасова

### Екранизации
- 1979 The Shadow of the Templars – документален
- 1993 The Secret – документален ТВ сериал, 4 епизода, по книгата „Светата кръв и Свещеният Граал“, сценарий